# Thereva cincta
Thereva cincta är en tvåvingeart som beskrevs av Johann Wilhelm Meigen 1820. Thereva cincta ingår i släktet Thereva och familjen stilettflugor. Arten har ej påträffats i Sverige. Inga underarter finns listade i Catalogue of Life.